# Brandweer Brabant-Zuidoost

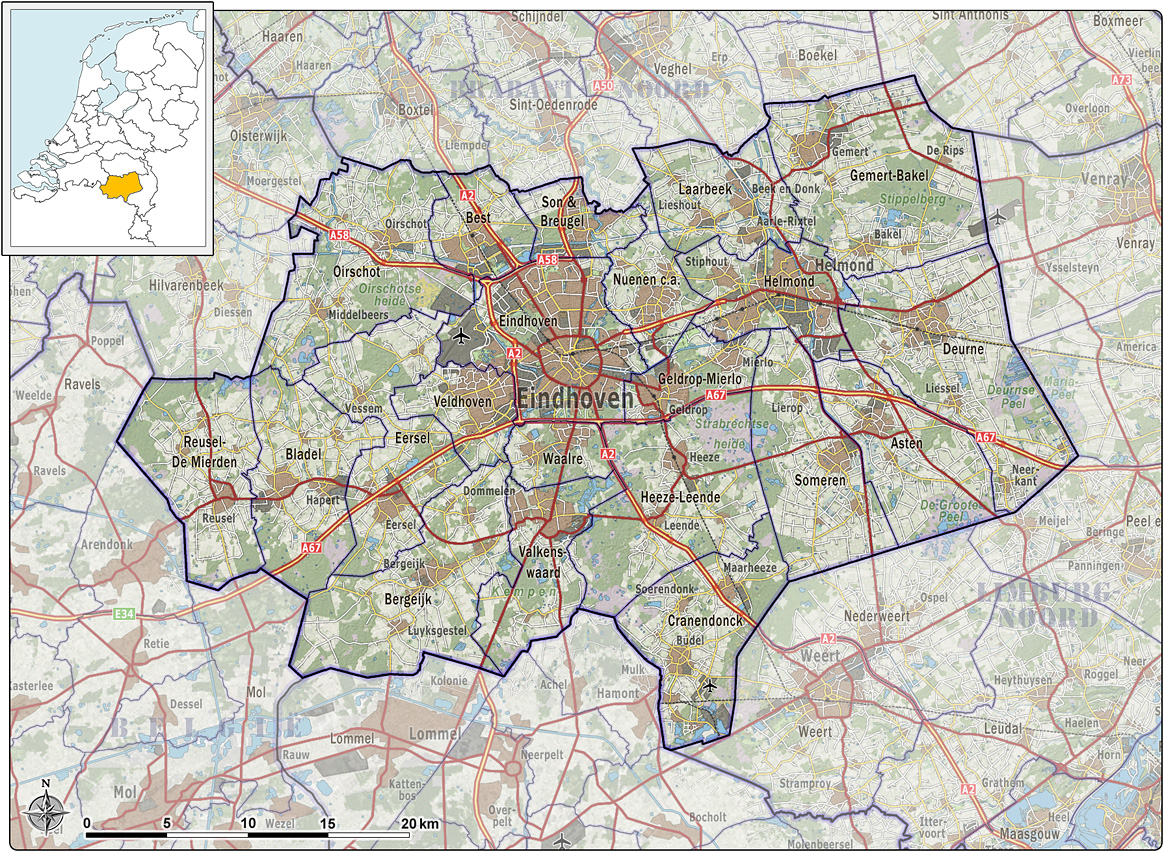
Brandweer Brabant-Zuidoost, impressie van het landschap en indeling van gemeenten (2013)

De Brandweer Brabant-Zuidoost is een organisatie die bestaat uit de 21 brandweerkorpsen van gemeenten en de bedrijfsbrandweer van Bavaria, High tech campus Eindhoven, Technische Universiteit Eindhoven en DAF Eindhoven, die alle in de Veiligheidsregio Brabant-Zuidoost liggen.

## Algemeen
Op 1 januari 2007 zijn de 21 brandweerkorpsen en de Regionale Brandweer Brabant-Zuidoost opgegaan in Brandweer Brabant Zuid-oost, die verantwoordelijk is voor de brandweerzorg in de Veiligheidsregio Brabant-Zuidoost.
De Brandweer Brabant-Zuidoost valt onder het Algemeen Bestuur Veiligheidsregio Brabant-Zuidoost met als voorzitter de burgemeester van Eindhoven.

## Overzicht brandweerkorpsen en brandweerposten Brandweer Brabant Zuidoost
Hieronder staan per gemeente in Brabant-Zuidoost alle brandweerkazernes en posten vermeld. In totaal zijn er in Brabant-Zuidoost 21 brandweerkazernes, die weer bestaan uit 32 brandweerposten. In Lieshout is ook de bedrijfsbrandweer van Bavaria gestationeerd. De brandweerkazernes van Eindhoven en van Helmond zijn het belangrijkste in deze regio, omdat ze centraal liggen en de meeste beroepsmedewerkers in dienst hebben.
- Asten
- Bergeijk
  - Bergeijk
  - Luyksgestel
- Best
  - Bedrijfsbrandweer Philips Medical Systems (opgeheven in november 2012)
- Bladel
  - Bladel
  - Hapert
- Cranendonck
  - Budel
  - Maarheeze
  - Bedrijfsbrandweer Philips Lighting Maarheeze
  - Bedrijfsbrandweer Nyrstar Budel
- Deurne
  - Deurne
  - Neerkant
- Eersel
  - Eersel
  - Vessem
- Eindhoven
  - Eindhoven-Centrum
  - Eindhoven-Woensel
  - Eindhoven-Universiteit (gedeeld met Bedrijfsbrandweer Technische Universiteit Eindhoven)
  - Bedrijfsbrandweer Luchthaven Eindhoven
  - Bedrijfsbrandweer DAF
  - Bedrijfsbrandweer High Tech Campus Eindhoven (opgeheven)
- Geldrop-Mierlo
  - Geldrop
  - Mierlo
- Gemert-Bakel
  - Bakel
  - De Rips
  - Gemert
- Heeze-Leende
  - Heeze
  - Leende
- Helmond
  - Helmond-Centrum
  - Helmond-Brandevoort (opgeheven in 2012)
  - Bedrijfsbrandweer Vlisco
- Laarbeek
  - Aarle-Rixtel
  - Beek en Donk
  - Lieshout
  - Bedrijfsbrandweer Bavaria
- Nuenen
- Oirschot
  - Middelbeers-De Beerzen
  - Oirschot
- Reusel-De Mierden
  - Lage Mierde (opgeheven)
  - Reusel
- Someren
- Son en Breugel
  - Son
- Valkenswaard
- Veldhoven
  - Veldhoven
  - Veldhoven-Heemweg
- Waalre
  - Aalst
  - Waalre

## Aangrenzende regio's
| Aangrenzende brandweer regio's (NL-BE) | Aangrenzende brandweer regio's (NL-BE) | Aangrenzende brandweer regio's (NL-BE) | Aangrenzende brandweer regio's (NL-BE) | Aangrenzende brandweer regio's (NL-BE) |
| -------------------------------------- | -------------------------------------- | -------------------------------------- | -------------------------------------- | -------------------------------------- |
|                                        |                                        | Brandweer Brabant-Noord                |                                        |                                        |
|                                        |                                        |                                        |                                        |                                        |
| Brandweer Midden en West-Brabant       |                                        |                                        |                                        |                                        |
|                                        |                                        |                                        |                                        |                                        |
| BE Brandweerzone Kempen                |                                        | BE Brandweerzone Noord-Limburg         |                                        | Brandweer Limburg-Noord                |

## Grote branden en rampen in Brabant-Zuidoost
| Jaar | Ongeval/ramp/brand                        | Opmerkingen |
| ---- | ----------------------------------------- | --- |
| 1996 | Herculesramp                              | Vliegramp met een Belgisch militair vliegtuig Vliegbasis Eindhoven. Deze crash had 34 dodelijke slachtoffers tot zijn gevolg (4 Belgische bemanningsleden en 30 leden van het fanfarekorps van de Nederlandse Koninklijke Luchtmacht) en werd veroorzaakt door een aanvaring met een zwerm vogels.                    |
| 2010 | Natuurbrand op de Strabrechtse Heide      | Inzet van 6 andere brandweerregio's en hulp van Defensie voor extra ondersteuning (GRIP 4) |
| 2013 | Natuurbrand op de heide in het Leenderbos | Extra inzet van de Belgische brandweer uit Lommel (GRIP 1) |
| 2020 | Natuurbrand op de Deurnsche Peel          | Grootste natuurbrand ooit in Nederland. Grote inzet van Defensie met meerdere blushelikopters en evacuaties in Liessel. Met inzet en bijstand van 7 veiligheidsregio's was de brand na 4 dagen onder controle. Er is in totaal 8 km² afgebrand, de brand smeulde nog dagen na en laaide enkele keren weer op (GRIP 3) |